# Karla Toledo Zamora
Karla Guadalupe Toledo Zamora (Champotón, Campeche; 12 de diciembre de 1971) es una política y dentista mexicana, miembro del Partido Revolucionario Institucional. Actualmente se desempeña como senadora de la República desde el 1 de septiembre de 2024.

## Trayectoria
Se graduó como cirujana dentista en la Universidad Autónoma de Campeche. A lo largo de su carrera, ha participado en diversos cursos, congresos y seminarios relacionados con la odontología, tanto a nivel nacional como internacional.
En el ámbito académico, obtuvo varios reconocimientos durante su formación, incluyendo el mérito estudiantil y distinciones por su desempeño en concursos nacionales de conocimientos organizados por la Conferencia Mexicana de Estudiantes de Odontología.
Ha participado en eventos como el Congreso Mundial de la FDI y el 25 aniversario de la ADM por la Federación Dental Internacional, así como en el Seminario Ivoclar Vivadent William en el World Trade Center de la Ciudad de México. También ha recibido formación en áreas como la articulación temporomandibular, endodoncia y prótesis maxilofacial.
En el campo de la docencia, ejerció como profesora en el colegio particular Miguel Hidalgo entre 1995 y 1997.

### Política
En el ámbito partidista, ocupó el cargo de secretaria de Vinculación con la Sociedad Civil en el Comité Directivo Estatal del PRI Campeche en 2016. De 2016 a 2017, fue presidenta del Comité Municipal del PRI en Campeche. Posteriormente, fue integrante de la Comisión Política Permanente del Comité Ejecutivo Nacional (CEN) del PRI y consejera política municipal, estatal y nacional del partido.

#### Diputada local en Campeche (2018-2024)
Se ha desempeñado como diputada local en dos legislaturas del Congreso del Estado de Campeche, ambas ocasiones fue electa por el distrito 6. Entre 2018 y 2021, formó parte de la LXIII Legislatura, donde presidió las comisiones de Salud y de Derechos Humanos y Asuntos de Familia. También ocupó el cargo de vicepresidenta de la Comisión de Enlace en Materia de Fiscalización y fue secretaria de las comisiones de Enlace en Materia de Estudios Legislativos y de Desarrollo Social y Regional. Además, fue primer vocal en la Comisión de Control Presupuestal y Contable y segundo vocal en las comisiones de Educación y Pesca.
Entre 2021 y 2024, integró la LXIV Legislatura, donde asumió la presidencia de la Comisión de Salud. También fue secretaria de las comisiones de Pesca y Deporte y Cultura Física, segundo vocal en la Comisión de Desarrollo Energético Sustentable y tercer vocal en la Comisión de Desarrollo Turístico y Promoción del Patrimonio Mundial.